# Blitzkrieg (Band)
Blitzkrieg ist eine britische Heavy-Metal-Band, die 1980 gegründet wurde. Sie gehört zu den stilprägenden Bands der New Wave of British Heavy Metal.

## Bandgeschichte
Nachdem die Band im Oktober 1980 in Leicester (England) gegründet worden war, erhielt sie bald einen Plattenvertrag mit dem Label Neat Records. Dort erschien die Single Buried Alive, auf deren B-Seite der Song Blitzkrieg enthalten war. Nachdem die Band einen Song für die Compilation Lead Weight aufgenommen hatte, folgte eine ausgiebige Tournee durch England. Bereits im Dezember 1981 trennte sich die Band wieder.
Brian Ross und Mick Moore gründeten erst Avenger und tourten anschließend (1983) mit Satan. Da Ross nun der Meinung war, dass es endlich Zeit sei, das Debütalbum von Blitzkrieg zu veröffentlichen, begann man bald mit den Aufnahmen. Das Album A Time of Changes, dessen Veröffentlichung eigentlich 1981 bereits hätte erfolgen sollen, erschien 1986.

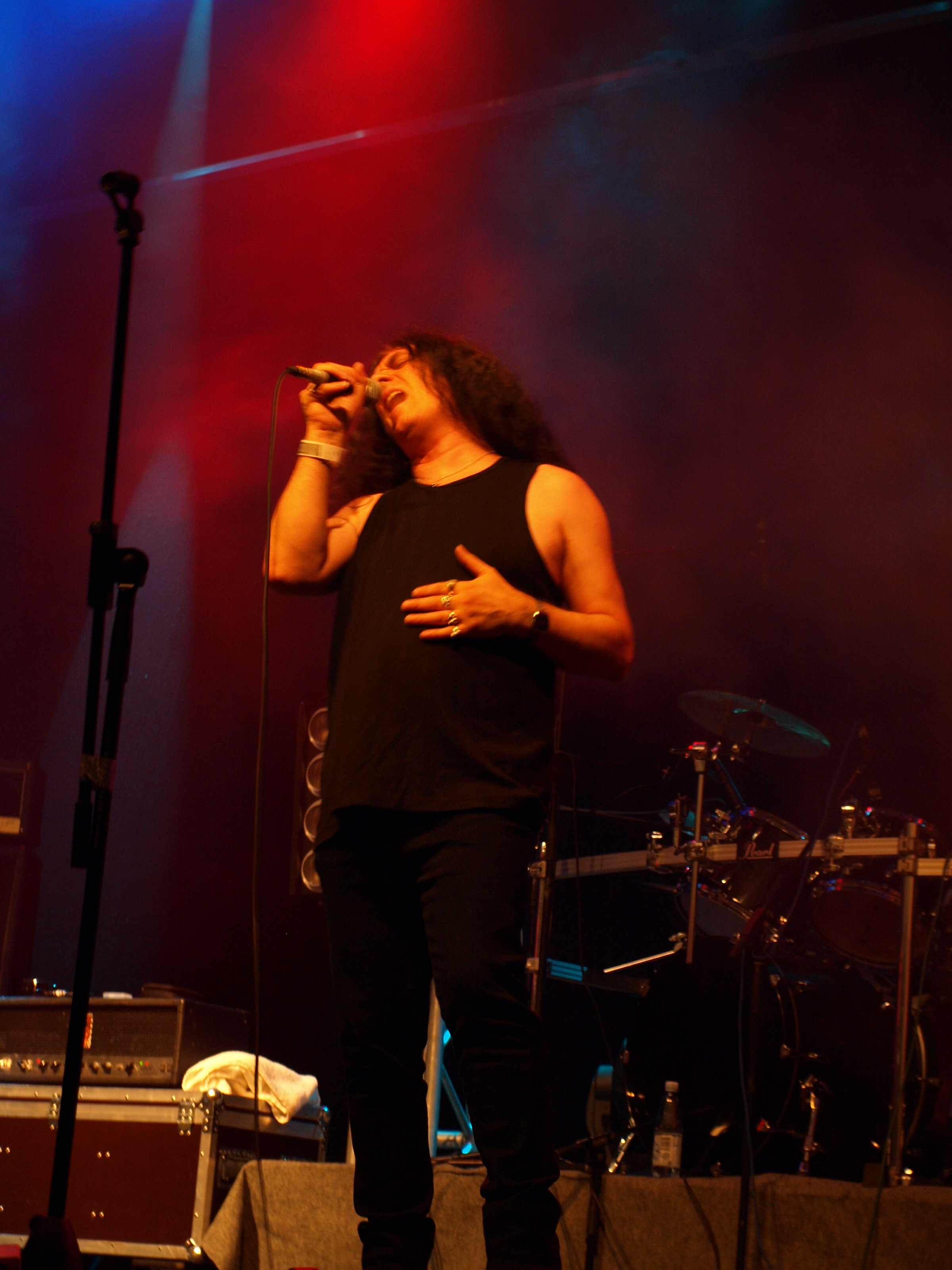
Brian Ross (2008)

Große Bekanntheit erlangte die Band, als Metallica die einstige B-Seite Blitzkrieg auf der Maxi-Single Creeping Death (und auf Garage Inc.) als Coverversion veröffentlichten und Schlagzeuger Lars Ulrich die Band als prägenden Einfluss auf den Stil der Band bezeichnete. Nun erschien der Song auf unzähligen Compilations.
1991 erschien das, im Vorjahr aufgenommene, Album 10 Years of Blitzkrieg, wo neue Versionen der beiden Songs der Single, sowie drei neue Lieder zu hören sind. Das nächste Album war Unholy Trinity, das 1995 erschien und dessen Aufnahmen drei Jahre gedauert hatten. Es erhielt durchweg gute Kritiken, während die Band mehrmals in Griechenland und Deutschland auftrat. Dort spielten sie u. a. auf dem Wacken Open Air am 8. August 1998. Kurz davor, am 13. Juli, war das Album The Mists of Avalon erschienen, auf dem Glenn S. Howes seine Rückkehr zur Band feierte und Tony J. Liddle ersetzte.
1999 konnte die Band ihre Erfolge ausbauen und spielte unter anderem auf dem US-amerikanischen Festival Metal Meltdown 1, bevor sich Ross im April 2000 bei einem Autounfall derart verletzte, dass eine Pause von einem halben Jahr notwendig wurde. Kurz danach stellte er eine neue Besetzung zusammen, die diesmal wieder Liddle an der Gitarre enthielt. Neben dem Schreiben von Songs für ein neues Album, konzentrierte man sich vor allem auf Proben für den Auftritt auf dem schwedischen Motala Festival, wo die Band am 16. Februar 2002 auftrat. 

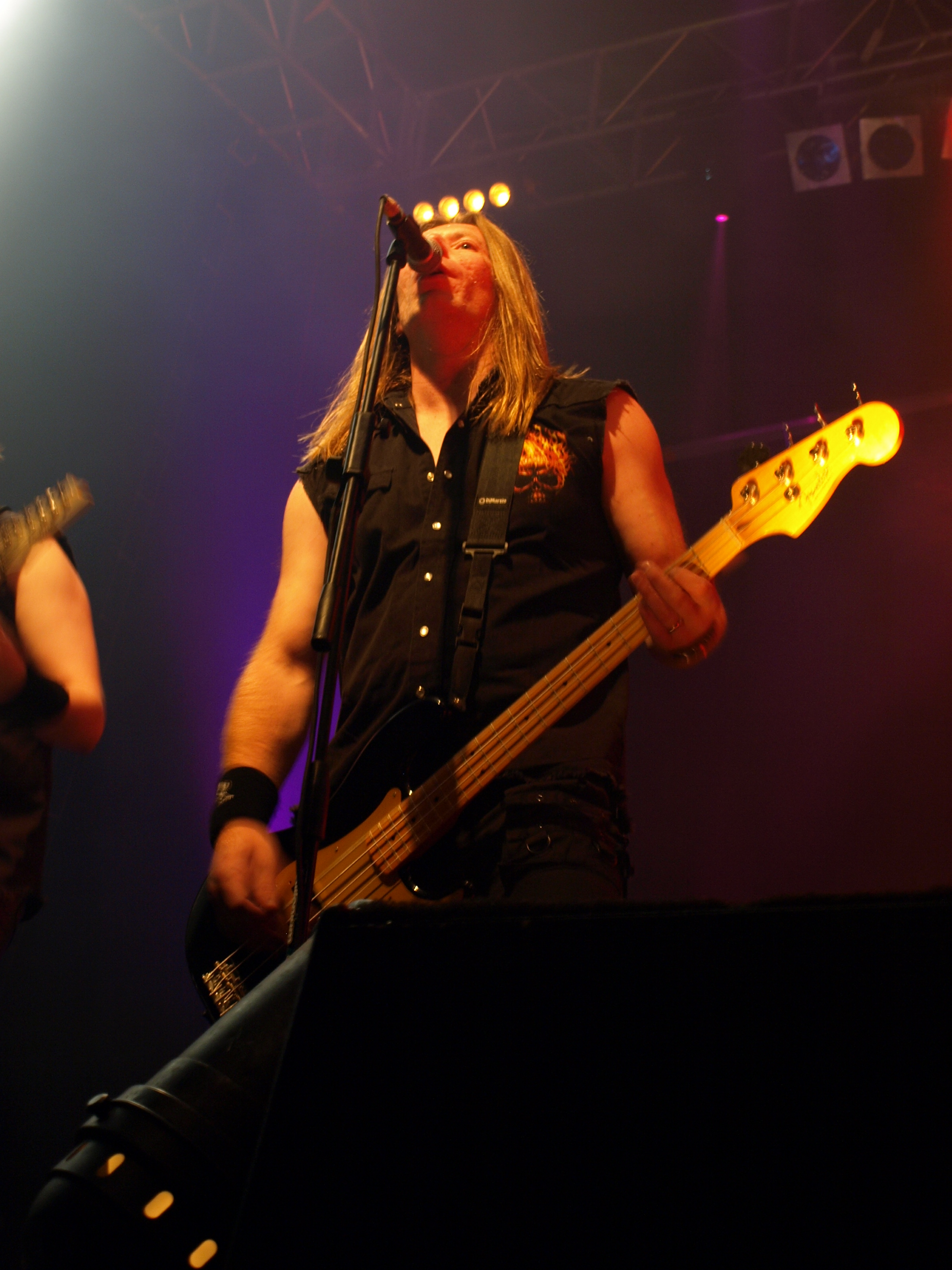
Paul Brewis (2008)

Nachdem das Album Absolute Power aufgenommen war, trat die Band beim Metal Meltdown 4 zusammen mit Diamond Head und Saxon auf und spielten am 3. August erneut in Wacken. Damit gehört Blitzkrieg zu den wenigen Bands, die zweimal dort auftraten. Nach der Veröffentlichung von Absolute Power am 7. Oktober 2002 folgte 2003 ein erneuter Besetzungswechsel an der Gitarre, als Ken Johnson Liddle ersetzte. 2004 wurde das Livealbum Absolutely Live! veröffentlicht, dem 2005 Sins & Greed folgte.
Am 10. August 2007 erschien Theatre of the Damned bei dem Label Armageddon Music.
Nach mehrjähriger Pause und mehreren Umbesetzungen kündigte die Band im Sommer 2012 ein neues Album für Ende 2012 an. Vereinzelte Festivalauftritte in Europa werden absolviert, dabei spielt die Band auch bereits einige Songs des noch unveröffentlichten neuen Albums. 
Unter dem Namen Back from Hell wurde dieses Comeback-Album am 22. Oktober 2013 schließlich via Metal Nation Records veröffentlicht. Die Fachpresse nahm es positiv auf, da es wieder „organischer und lebendiger als die beiden Vorgänger“ klang.
Das 2024 erschienene, selbstbetitelte Werk "Blitzkrieg" erhielt durchgängig positive Kritiken, allerdings bemängelten manche Rezensenten das Fehlen eines echten Hits, sowie das überwiegend langsame Tempo der zweiten Hälfte de Albums, während an anderer Stelle speziell das epische Finale des Albums positiv hervorgehoben wird.
Am 6. Mai 2025 starb Tony J. Liddle, der ehemalige Gitarrist der Band.

## Diskografie
- A Time of Changes (1985)
- 10 Years of Blitzkrieg (1991)
- Unholy Trinity (1995)
- Ten (1997)
- The Mists of Avalon (1998)
- Absolute Power (2002)
- A Time of Changes - Phase 1 (2003)
- Absolutely Live! (2004)
- Sins & Greed (2005)
- Theatre of the Damned (2007)
- Back from Hell (2013)
- Judge Not (2018)
- Blitzkrieg (2024)